# Distretto militare di Washington

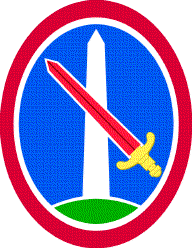
Distintivo del MDW

Il distretto militare di Washington (in sigla: MDW) è uno dei maggiori comandi dell'Esercito degli Stati Uniti.
Il suo quartier generale è al Fort McNair, a Washington.

## Organizzazione ed attività
Il distretto militare rappresenta anche l'esercito degli U.S. nella Squadra "Joint Force Headquarters National Capital Region" (JFHQ-NCR), come quella di sorveglianza dei cerimoniali che si svolgono nel cimitero nazionale di Arlington. Il comandante generale, il comandante dello staff e il comandante sergente maggiore del distretto hanno le stesse posizioni nel JFHQ-NCR.
Le missioni delle unità includono incombenze cerimoniali come ruoli di combattimento nella difesa della regione della Capitale.
Oltre Fort McNair, vi sono altre installazioni sotto la giurisdizione del comando MDW:
- Fort Myer, Virginia
- Fort Belvoir, Virginia
- Fort A.O. Hill, Virginia
- Fort George G. Meade, Maryland
- Fort Hamilton, New York

## Unità militari
Le unità della MDW sono:
- 1º battaglione, 3º Reggimento di Fanteria
- 12º battaglione aviazione
- 911ª compagnia genio militare
- Banda musicale dell'esercito